# Sainte-Rose (circonscription provinciale)
Pour les articles homonymes, voir Sainte-Rose.
Circonscription électorale provinciale du Canada
Sainte-Rose est une circonscription électorale provinciale du Québec. Elle fait partie de la région administrative de Laval. 

## Historique
La circonscription de Sainte-Rose a été créée lors de l'adoption de la carte électorale de 2011. Elle comprend des portions des circonscriptions de Fabre et Vimont dans leurs anciennes limites. Elle devient la sixième circonscription de la ville de Laval. Son territoire s'apparente à celui de l'ancienne ville de Sainte-Rose, l'une de celles qui ont été regroupées pour former la ville de Laval en 1965. Ceci explique le choix du nom de la circonscription.

## Territoire et limites
La circonscription de Sainte-Rose comprend une partie de la ville de Laval, délimitée par la rivière des Mille Îles au nord, la voie ferrée du Canadien Pacifique et la rue Saint-Paul à l'est, l'autoroute Jean-Noël-Lavoie (440) au sud et l'autoroute Chomedey (13) à l'ouest. 

## Liste des députés
| Législature                              | Années       | Député | Député             | Parti            |
| ---------------------------------------- | ------------ | ------ | ------------------ | ---------------- |
| Sainte-Rose Créée depuis Fabre et Vimont |              |        |                    |                  |
| 40e                                      | 2012–2014    |        | Suzanne Proulx     | Parti québécois  |
| 41e                                      | 2014–2018    |        | Jean Habel         | Libéral          |
| 42e                                      | 2018–2022    |        | Christopher Skeete | Coalition avenir |
| 43e                                      | 2022–présent |        | Christopher Skeete | Coalition avenir |

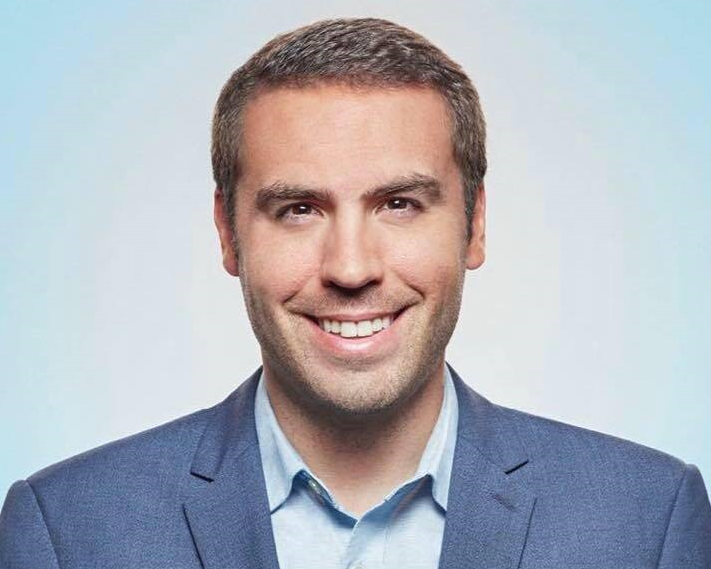
Jean Habel, député de Sainte-Rose de 2014 à 2018.

## Résultats électoraux

### Évolution pour les principaux partis
|                                                                                              |
| - Parti québécois - Coalition avenir - Parti libéral - Québec solidaire - Parti conservateur |

### Résultats détaillés
|                                                                                               | Nom                          | Parti            | Nombre de voix | %      | Maj.  |
| --------------------------------------------------------------------------------------------- | ---------------------------- | ---------------- | -------------- | ------ | ----- |
|                                                                                               | Christopher Skeete (sortant) | Coalition avenir | 14 091         | 38,5 % | 5 313 |
|                                                                                               | Michel Trottier              | Libéral          | 8 778          | 24 %   | -     |
|                                                                                               | Karine Cliche                | Québec solidaire | 5 243          | 14,3 % | -     |
|                                                                                               | Lyne Jubinville              | Parti québécois  | 4 536          | 12,4 % | -     |
|                                                                                               | Stéphanie Beauchamp          | Conservateur     | 3 429          | 9,4 %  | -     |
|                                                                                               | Pierrette Kamning Nguendjong | Vert             | 304            | 0,8 %  | -     |
|                                                                                               | Simon Filiatrault            | Climat Québec    | 128            | 0,3 %  | -     |
|                                                                                               | Kevin Fortin                 | Parti 51         | 91             | 0,2 %  | -     |
| Total                                                                                         | Total                        | Total            | 36 600         | 100 %  |       |
| Le taux de participation lors de l'élection était de 67,6 % et 490 bulletins ont été rejetés. |                              |                  |                |        |       |

|                                                                                             | Nom                   | Parti                | Nombre de voix | %      | Maj.  |
| ------------------------------------------------------------------------------------------- | --------------------- | -------------------- | -------------- | ------ | ----- |
|                                                                                             | Christopher Skeete    | Coalition avenir     | 13 491         | 36,8 % | 2 462 |
|                                                                                             | Jean Habel (sortant)  | Libéral              | 11 029         | 30,1 % | -     |
|                                                                                             | Marc-André Constantin | Parti québécois      | 5 309          | 14,5 % | -     |
|                                                                                             | Simon Charron         | Québec solidaire     | 5 082          | 13,9 % | -     |
|                                                                                             | Caroline Bergevin     | Vert                 | 923            | 2,5 %  | -     |
|                                                                                             | Benoit Blanchard      | Conservateur         | 423            | 1,2 %  | -     |
|                                                                                             | Alain Giguère         | NPD Québec           | 250            | 0,7 %  | -     |
|                                                                                             | Valérie Louis-Charles | Changement Intégrité | 110            | 0,3 %  | -     |
| Total                                                                                       | Total                 | Total                | 36 617         | 100 %  |       |
| Le taux de participation lors de l'élection était de 70 % et 546 bulletins ont été rejetés. |                       |                      |                |        |       |

|                                                                                               | Nom                      | Parti            | Nombre de voix | %      | Maj.  |
| --------------------------------------------------------------------------------------------- | ------------------------ | ---------------- | -------------- | ------ | ----- |
|                                                                                               | Jean Habel               | Libéral          | 16 520         | 42,2 % | 5 839 |
|                                                                                               | Suzanne Proulx (sortant) | Parti québécois  | 10 681         | 27,3 % | -     |
|                                                                                               | Domenico Cavaliere       | Coalition avenir | 9 413          | 24 %   | -     |
|                                                                                               | André da Silva Pereira   | Québec solidaire | 2 262          | 5,8 %  | -     |
|                                                                                               | Bruno Forget             | Option nationale | 269            | 0,7 %  | -     |
| Total                                                                                         | Total                    | Total            | 39 145         | 100 %  |       |
| Le taux de participation lors de l'élection était de 78,2 % et 614 bulletins ont été rejetés. |                          |                  |                |        |       |

|                                                                                               | Nom                   | Parti            | Nombre de voix | %      | Maj.  |
| --------------------------------------------------------------------------------------------- | --------------------- | ---------------- | -------------- | ------ | ----- |
|                                                                                               | Suzanne Proulx        | Parti québécois  | 13 508         | 34,9 % | 2 038 |
|                                                                                               | François Gaudreau     | Coalition avenir | 11 470         | 29,6 % | -     |
|                                                                                               | Geneviève April       | Libéral          | 11 054         | 28,5 % | -     |
|                                                                                               | Nicolas Chatel-Launay | Québec solidaire | 1 689          | 4,4 %  | -     |
|                                                                                               | Sylvain Fortin        | Option nationale | 764            | 2 %    | -     |
|                                                                                               | Ioan-Adrian Hancu     | Indépendant      | 263            | 0,7 %  | -     |
| Total                                                                                         | Total                 | Total            | 38 748         | 100 %  |       |
| Le taux de participation lors de l'élection était de 79,1 % et 445 bulletins ont été rejetés. |                       |                  |                |        |       |